# Zusammen geh'n
Chansons représentant l'Autriche au Concours Eurovision de la chanson
Venedig im Regen
(1991) Maria Magdalena
(1993)
Zusammen geh'n est la chanson représentant l'Autriche au Concours Eurovision de la chanson 1992. Elle est interprétée par Tony Wegas.
La chanson est la quinzième chanson de la soirée, suivant Sou fräi interprétée par Marion Welter et Kontinent pour le Luxembourg et précédant One Step Out of Time interprétée par Michael Ball pour le Royaume-Uni.
À la fin des votes, elle obtient 63 points et prend la dixième place sur vingt-trois participants.

## Source de la traduction
- Ressources relatives à la musique :   - Discogs
  - MusicBrainz (œuvres)

- (en) Cet article est partiellement ou en totalité issu de l’article de Wikipédia en anglais intitulé « Zusammen geh'n » (voir la liste des auteurs).